# Rzuszcze

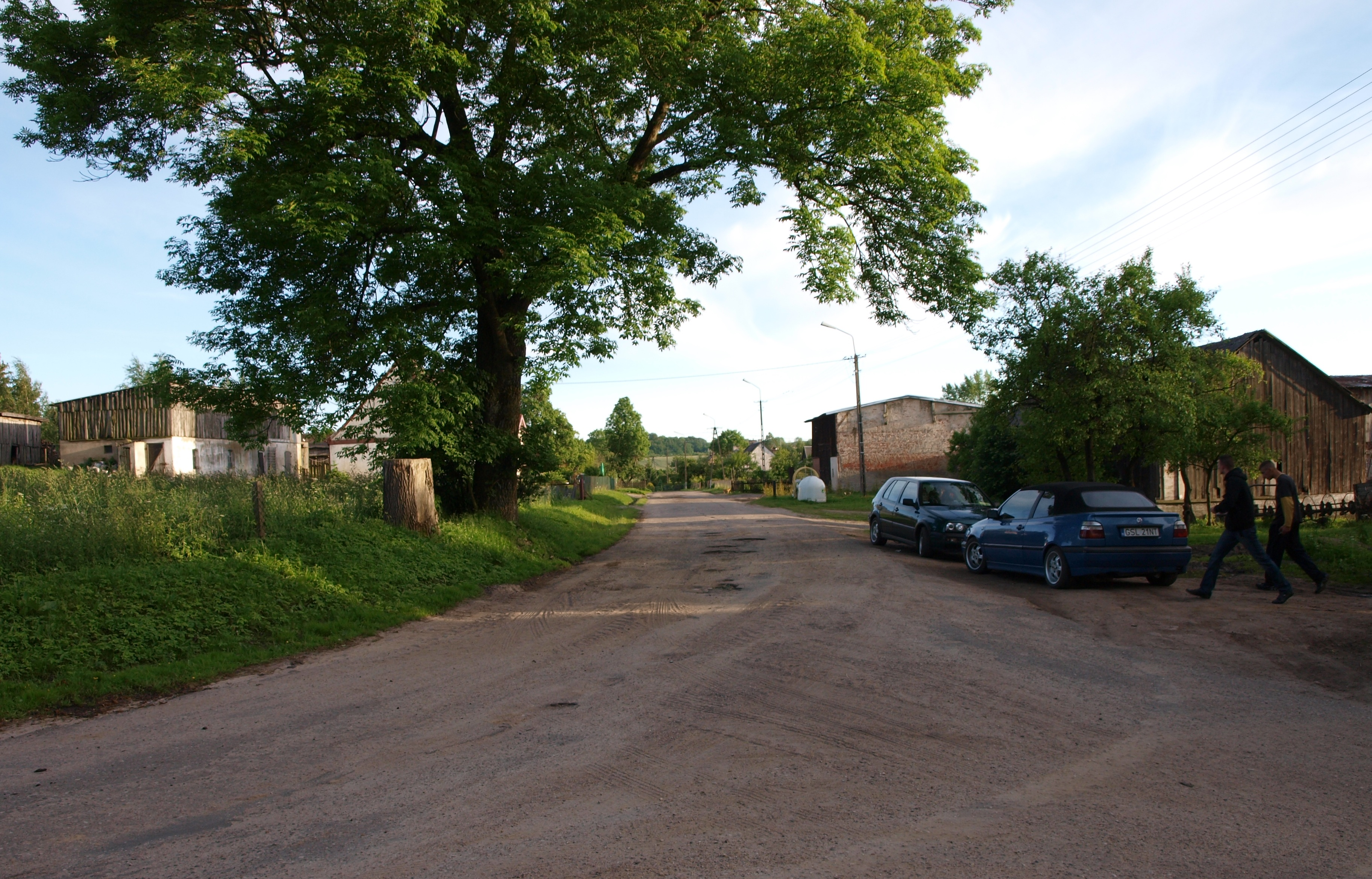
Dorfpartie im Jahr 2010

Rzuszcze (deutsch Ruschütz) ist ein Dorf in der Gemeinde Główczyce im Powiat Słupski (Kreis Stolp) der polnischen Woiwodschaft Pommern.

## Geographische Lage
Rzuszcze liegt in Hinterpommern, etwa 33 Kilometer nordöstlich der Stadt Słupsk (Stolp) und fünf Kilometer östlich des Kirchdorfs Główczyce (Glowitz) in einer von Hügeln umgebenen Talmulde. Der Buchenberg und der Ludwigsberg im Süden und der Blocksberg im Osten gehörten vor 1945 zum Gemeindegebiet.

## Geschichte
Das ehemalige Rittergut, das in alten Urkunden Rusche oder Rutze heißt und das später Ruschitz und dann Ruschütz genannt wurde, war ehemals ein Lehen der Familie von Kleist. Im Jahr 1499 belehnt der pommersche Herzog Bogislaw X. seinen Rat Jürgen Kleist mit Ruschütz, das die Gebrüder Martin und Tetzlaff Puttkamer von Angehörigen der Familie Damerow gekauft hatten. Das zugehörige Dorf war in Form eines kleinen Gassendorfs angelegt worden. 1717 war Joachim Ewald von Kleist der Besitzer des Dorfs. Nach seinem Tod einigten sich seine Söhne 1740 darauf, dass der ältere Sohn, der Leutnant Franz Casimir von Kleist, der jüngere war der spätere Dichter Ewald Christian von Kleist, das Dorf für 12.000 Reichstaler als Besitz erhält. Um 1784 gab es in Ruschütz ein Vorwerk, acht Bauern, drei Kossäten, eine Schmiede, einen Schulmeister und insgesamt 31 Haushaltungen. Zu dieser Zeit wurde in Ruschütz noch vorwiegend kaschubisch  gesprochen. Ruschütz war früher ein Hauptsitz der Kaschuben in Hinterpommern. Das Gut befand sich auch im 19. Jahrhundert im Besitz von Angehörigen der Familie von Kleist. 1910 wird Hans von Kleist als Besitzer des Guts genannt. Nach dessen Tod kam es 1924 an einen entfernten Vetter, Ewald von Kleist. Er musste es 1930 verkaufen. Das Gut ist noch vor dem Zweiten Weltkrieg aufgesiedelt worden.
Im Jahr 1925 standen in Ruschütz 34 Wohngebäude. Im Jahr 1939 wurden in der Gemeinde 506 Einwohner gezählt, die in 109 Haushaltungen lebten und es gab 77 landwirtschaftliche Betriebe.
Vor 1945 gehörte Ruschütz zum Landkreis Stolp im Regierungsbezirk Köslin  der Provinz Pommern. Die Gemeindefläche war 1.172 Hektar groß. In der Gemeinde gab es insgesamt zwei Wohnorte:
- Ruschütz
- Sophienthal

Sophienthal war ehemals ein Vorwerk. Im Dorf gab es vor 1945 eine Gemischtwarenhandlung und einen Gasthof.
Gegen Ende des Zweiten Weltkriegs wurde Ruschütz am 9. März 1945 von der Roten Armee besetzt. Zuvor waren Flüchtlingstrecks aus Ostpreußen eingetroffen. Im Dorf wurde eine sowjetische Kommandantur eingerichtet. Zahlreiche Dorfbewohner wurden verschleppt, von denen viele nicht zurückkehrten. Im Jahr 1946 wurde eine polnische Verwaltung eingerichtet, und Polen besetzten die Häuser und Gehöfte. Ruschütz wurde in Rzuszcze umbenannt. Im selben Jahr begann die Vertreibung. Zuerst wurden die alten Leute und die ostpreußischen Flüchtlinge von den Polen deportiert. Der größte Teil der übrigen Dorfbevölkerung wurde am 26. Juli 1947 vertrieben; einige wenige Tage später. In Ruschütz siedelten sich viele Kaschuben aus Westpreußen an.
Später wurden in der Bundesrepublik Deutschland 164 und in der DDR 181 aus Ruschütz vertriebene Dorfbewohner ermittelt.
Im Jahr 2006 hatte das Dorf 308 Einwohner.

### Kirche
Die vor 1945 anwesende Dorfbevölkerung war ausnahmslos evangelisch. Ruschüz gehörte zum Kirchspiel Glowitz und damit zum Kirchenkreis Stolp-Altstadt.

### Schule
Vor 1945 verfügte Ruschütz über eine Volksschule. Im Jahr 1932 war diese Schule einstufig; es wurden hier zu diesem Zeitpunkt 80 Schulkinder unterrichtet.

## Sonstiges
Das Dorf Ruschütz kommt in pommerschen Sagen vor.